# Sven Hammar
Sven Vilhelm Hammar, född 26 maj 1911 i Skara, död 24 december 1979, var en svensk fotbollsspelare (vänsterytter) som representerade Gais i allsvenskan mellan 1934 och 1938.
Hammar växte upp i Gårda i Göteborg. Han spelade juniorfotboll för IFK Göteborg, men gick sedan till Gårda BK. Därifrån värvades han mitt under säsongen 1933/1934 av Gais, och gjorde våren 1934 åtta mål på sju matcher. Han var sedan i stort sett ordinarie i klubben säsongerna 1934/1935 och 1935/1936, men lyckades inte producera på samma sätt som debutsäsongen. Både säsongen 1936/1937 och 1937/1938 spelade han bara tre allsvenska matcher för Gais. Totalt blev det 47 matcher i allsvenskan med Gais för Hammar, och 19 mål.